# Павильон искусств

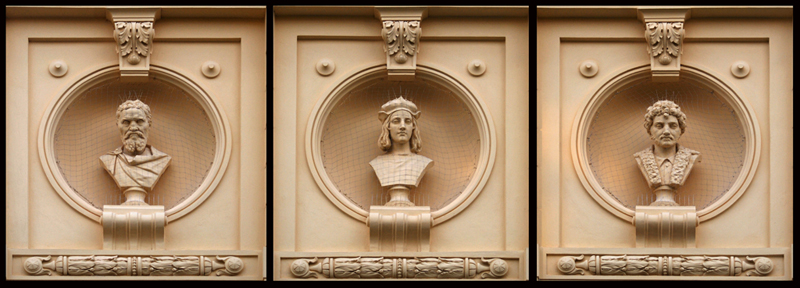
Бюсты Микеланджело, Рафаэля и Тициана на западном фасаде галереи.

Павильон искусств (хорв. Umjetnički paviljon) — художественная галерея в Загребе, столице Хорватии. Она располагается в районе Долний Град, к югу от площади Николы Шубича Зринского и к северу от площади короля Томислава и вокзала Загреб-Главный. Основанный в 1898 году Павильон искусств является старейшей галереей в Юго-Восточной Европе и единственной специально построенной галереей в Загребе, предназначенной для размещения крупномасштабных выставок.

## История
Идея создания галереи была впервые выдвинута хорватским художником Влахо Буковацем весной 1895 года. В мае 1896 года в Будапеште должна была состояться «Выставка тысячелетия», посвящённая 1000-летию венгерской государственности, на которую были приглашены художники из тогдашнего Королевства Хорватия и Славония. По просьбе Буковаца хорватские художники решили представить свои работы в специально построенном павильоне, воздвигнутом на основе сборного железного каркаса, чтобы его можно было легко отправить в Загреб после выставки. Будапештский павильон был спроектирован венгерскими архитекторами Флорисом Корбом и Кальманом Герглом и был построен строительной компанией «Danubius». 
После окончания выставки каркас строения был перевезён в Загреб, а австрийские архитекторы «Fellner & Helmer», которые в то время активно работали в Загребе и ранее проектировали здание Хорватского национального театра, были наняты для создания новой версии павильона на основе железного каркаса, в то время как со строительной компанией «Hönigsberg & Deutsch» был заключён контракт на непосредственное возведение галереи. Экстерьер был украшен скульптурами в стиле академического искусства (бозар): на восточном фасаде появились бюсты трёх художников эпохи Возрождения хорватского происхождения — Джулио Кловио (Юлие Клович), Андреа Скьявоне (Андрия Медулич) и Витторе Карпаччо, а на западном фасаде были установлены бюсты Микеланджело, Рафаэля и Тициана. 
Строительство галереи продолжалось в течение двух лет, с 1897 по 1898 год, и павильон был официально открыт 15 декабря 1898 года большой выставкой, демонстрировавшей работы местных художников, под названием «Хорватский салон» (хорв. Hrvatski salon). Она была очень популярной и привлекла около 10 000 посетителей, в то время как Загреб имел тогда общее население в 60 000 человек. 
Галерея имеет общую экспозиционную площадь в 600 м² и не имеет постоянной экспозиции, поскольку она специализируется на разовых персональных и групповых выставках, представляющих известные произведения искусства всех периодов и стилей, с работами как хорватских, так и иностранных художников. За свою историю галерея организовала около 700 выставок с участием художников, начиная с хорватского коллектива Группа Земля и заканчивая Георгом Гроссом, Генри Муром, Огюстом Роденом, Энди Уорхолом, Миммо Ротеллой, Жоаном Миро, Альберто Джакометти и многими другими. 
В начале XXI века в павильоне проходили ретроспективные выставки таких художников, как Миливой Узелац, Жиль Айло, Эдо Ковачевич, Герхард Рихтер, Вилко Гецан, Мариян Трепше, Наста Ройц, а также групповые выставки, на которых были представлены работы современных художников, таких как Сантьяго Сьерра и Борис Михайлов, а также художников XIX века, таких как Карл Теодор фон Пилоти, Николаос Гизис, Габриэль Макс и Франц фон Штук. 
В 2006 году была отремонтирована стеклянная крыша павильона и заменена система освещения. Прочие ремонтные работы продолжались в течение семи лет и были завершены в 2013 году.